# ファインダー -京都女学院物語-
『ファインダー -京都女学院物語-』（ファインダー きょうとじょがくいんものがたり）は、秋本治による漫画。『週刊ヤングジャンプ』2017年10号（集英社、2017年2月2日発売）から2018年17号まで、不定期に全4回が連載された。コミックスは全1巻。

## 概要
秋本が『こちら葛飾区亀有公園前派出所』の連載終了直後から取り組んだ「4誌で新連載」プロジェクトの1作である。秋本は本作の執筆動機として「ふんわりした女の子を描いてみたい」「女の子を通じて、京都の四季を描きたい」と語っている。
第1話の掲載直後から、本作で描かれた場所や神社、飲食店を巡る「聖地巡礼」による観光客が増えている。亀岡市観光協会もSNSを用いた情報発信を行う他、JR亀岡駅構内で作品展示を行った。
本作が契機となって、秋本は2018年4月に「京都・かめおか観光PR大使」に任命されている。

## あらすじ
京都府亀岡市にある女子高「京都女学院高等部」の4人組・タカコ、ツバメ、チドリ、スズメは写真部に所属している日々のちょっとした感動を求める普通の女の子たち。
4人が写真部の活動を通して亀岡市や京都市の魅力を発見していく物語。4人の2年次から卒業までを描く。

## 主な登場人物
多田盾 鷹弧（たたた たかこ）
通称はタカコ。
野々衲 燕（ののの つばめ）
通称はツバメ。おかっぱ頭。
枢 千鳥（くるる ちどり）
通称はチドリ。髪型はポニーテール。
笹咲 鈴芽（さささき すずめ）
通称はスズメ。
可愛 鈴
4人が2年次の写真部部長。ゲルダ・タローを尊敬し、戦場カメラマンを志望する。
電源や電子機器の不具合で撮影不可となる状態を嫌うためデジタルカメラを嫌悪し、フィルム式カメラを愛用する。
長玉 りぼん
4人が2年次の副部長。長玉は望遠レンズを多用することからのあだ名で、本名は琴平だが4人は知らなかった。
新幹線専門の「撮り鉄」。実家がカメラ屋。

## 作品の舞台
亀岡市
鍬山神社
出雲大神宮
ダイコクバーガー
亀岡駅
保津峡
亀岡市文化資料館
月読橋
トロッコ列車
古世親水公園
西岸寺
亀岡ショッピングセンター・アミティ
トロッコ亀岡駅
マツモト中央店
西友亀岡店
道の駅ガレリアかめおか
並河駅鉄道歴史公園
亀岡市立病院
亀プー（亀岡運動公園）
丹波亀山城
亀岡光秀まつり
亀岡祭
京都スタジアム
湯の花温泉
保津川下り
丹波国分寺跡
京都市
京都タワー
二条駅
京都鉄道博物館
南禅寺
祇園祭
永観堂
渡月橋
金閣寺